# Santuário de Nossa Senhora de Fátima (Rio de Janeiro)
O Santuário de Nossa Senhora de Fátima, é um santuário mariano localizado na Avenida Alfredo Baltazar da Silveira, no bairro do Recreio dos Bandeirantes, na cidade do Rio de Janeiro, no Brasil, composto por uma réplica da famosa Capelinha das Aparições original da Cova da Iria, no Santuário de Fátima, em Fátima, Portugal.

## História
Pela comemoração dos 20 anos da Associação Arquidiocesana "Tarde com Maria" foi realizada uma peregrinação a Itália e a Portugal. Na visita ao Santuário de Fátima, situado na Cova da Iria, em Portugal, Berthaldo Soares, o fundador e presidente da associação, sentiu-se inspirado por Nossa Senhora para que se efectuasse a construção de uma réplica idêntica da Capelinha evocativa das aparições aos três Pastorinhos de Fátima – Lúcia dos Santos, Francisco e Jacinta Marto – no Rio de Janeiro.

No mês de Maio de 2009 foi concedida a aprovação do Bispo de Leiria-Fátima, Dom António Marto, e do Arcebispo do Rio de Janeiro, Dom Orani Tempesta, para que se iniciassem as obras de construção do referido santuário mariano a edificar no bairro do Recreio dos Bandeirantes, na cidade do Rio de Janeiro. Foi solenemente inaugurado a 28 de Maio de 2011 e apresentou como missão o levar mais longe a mensagem de Nossa Senhora de Fátima.
Este santuário tornou-se num importante ponto de encontro dos devotos da Santíssima Virgem Maria e um local de peregrinação cristã de todo o Brasil.

## Galeria de imagens

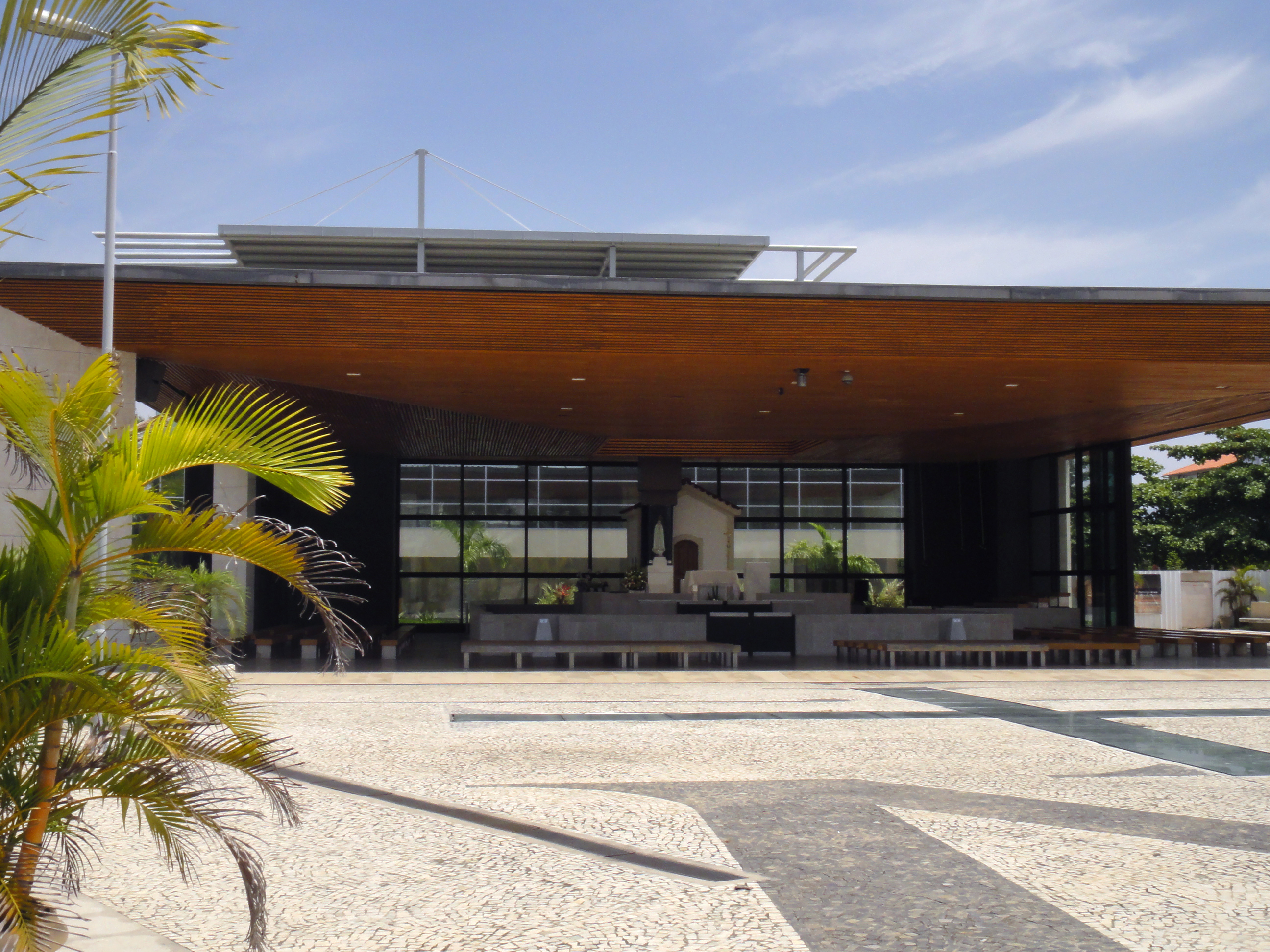
Vista geral da réplica da Capelinha das Aparições
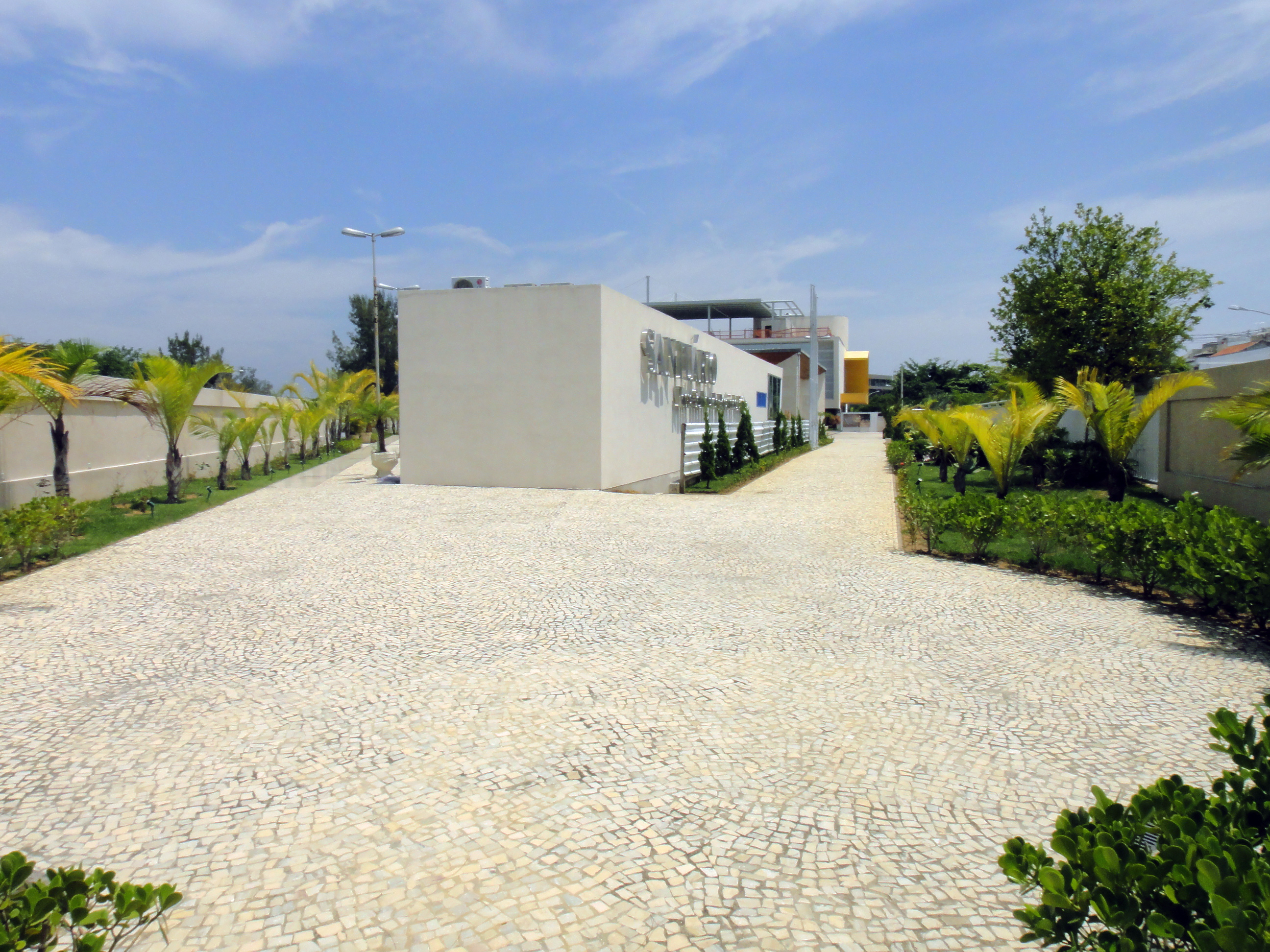
Entrada para os confessionários do Santuário